# KDStV Borusso-Saxonia Berlin
Die Katholische Deutsche Studentenverbindung Borusso-Saxonia (KDStV Borusso-Saxonia) im CV zu Berlin ist eine 1899 gegründete nichtschlagende, katholische Studentenverbindung, die dem Cartellverband (CV) angehört.

## Geschichte

### Von der Gründung bis zum Ersten Weltkrieg
Am 24. Februar 1899 wurde die Katholische Deutsche Studentenverbindung Borusso-Saxonia von sieben Studenten als erste farbentragende katholische Studentenverbindung an der Technischen Hochschule Charlottenburg, der heutigen Technischen Universität Berlin, gegründet. Die Gründer (Gründungssenior Josef Frerich, Rudolf Pabst, erster Fuxmajor und späterer bekannter Kirchenbaumeister Wilhelm Fahlbusch, Bernhard Stürenberg, Hugo Wischnowski, Friedrich de Gehren und Gerhard Lewe) waren zuvor Mitglieder der KAV Suevia Berlin geworden, der bis dato einzigen Verbindung des farbentragenden Cartellverbandes der katholischen deutschen Studentenverbindungen (CV) in Berlin.
Nachdem die TH Charlottenburg auf Erlass von Kaiser Wilhelm II. vom 19. Oktober 1899 als erste Technische Hochschule Deutschlands den Grad eines Doktors der Ingenieurwissenschaften verleihen durfte, wurde die Borusso-Saxonia zusammen mit der KDStV Franconia Aachen und der AV Alania Stuttgart als erste Technikerverbindungen in den Cartellverband aufgenommen, der damit die akademische Gleichberechtigung der Ingenieurwissenschaften anerkannte.
Kurz nach der Gründung stand die Verbindung im Fokus des Akademischen Kulturkampfs, in dem eine Reihe von schlagenden, nicht konfessionell gebundenen Verbindungen den katholischen Korporationen ihre Existenzberechtigung abzusprechen versuchten. Neben Jena war die TH Charlottenburg ein Zentrum dieser Auseinandersetzung, wobei die Borusso-Saxonia als einzige farbentragende katholische Verbindung der Hochschule besonderen Angriffen ausgesetzt war.
Im Ersten Weltkrieg kam das Verbindungsleben weitgehend zum Erliegen, da 37 der 50 Urmitglieder Kriegsteilnehmer wurden; sieben von ihnen fielen.

### Zwischen den Weltkriegen
1926 übernahm die Verbindung erstmals als Vorort den Vorsitz im Gesamtverband des CV. Unter dem Vorortspräsidenten Gerhard Seewald tagte die Cartellversammlung eine Woche in Berlin. Am Festkommers nahmen unter anderem der Reichskanzler Wilhelm Marx sowie der Apostolische Nuntius und spätere Papst Pius XII. Eugenio Pacelli teil. Eine kurze Szene des Festumzugs der Cartellversammlung taucht im berühmten Dokumentarfilm Berlin – Die Sinfonie der Großstadt von 1927 auf.
1927 bezog Borusso-Saxonia ihr erstes eigenes Verbindungshaus an der Englischen Straße in unmittelbarer Nähe der TH, an der sich zahlreiche weitere Verbindungshäuser befanden. Borusso-Saxonia war in dieser Zeit die personell stärkste Studentenverbindung an der Technischen Hochschule Berlin.
Nach der Machtübernahme durch die Nationalsozialisten 1933 begann auch im universitären Bereich eine Phase der Gleichschaltung aller studentischen Vereinigungen. Durch eine Reihe von Erlassen der Regierung wie Einführung des Führerprinzips, Verpflichtung zum Wehrsport und Aufgabe des Katholizitätsprinzips verloren die konfessionellen Verbindungen viele ihrer eigentlich konstituierenden Wesensmerkmale.
Am 31. März 1934 wurde Borusso-Saxonia aus der Deutschen Studentenschaft ausgeschlossen, weil sie nach Ansicht des zuständigen Kreisführers der Deutschen Studentenschaft zu den Studentenverbindungen gehört habe, „die die Gesamtheit der Korporationen durch ihre Widerstände gegen den Primat des Nationalsozialismus bei der Öffentlichkeit in den Ruf gebracht habe, reaktionäre Bünde zu sein.“ Da es sich um eine eigenmächtige Maßnahme des Kreisführers gehandelt hatte, wurde der Ausschluss kurze Zeit später wieder zurückgenommen.
Am 7. Juli 1934 fusionierte Borusso-Saxonia, zunächst befristet für zwei Jahre, mit ihrer Schwesterverbindung AV Hansea zur Borusso-Saxonia-Hansea. Der Zusammenschluss wurde allerdings nicht verlängert, sondern am 18. Februar 1936 aufgelöst.
Nach der Auflösung des Cartellverbands im Oktober 1935 musste auch die Borusso-Saxonia am 29. Juni 1936 die Auflösung des aktiven Verbindungsbetriebs beschließen, der Altherrenverband bestand bis Juli 1938 weiter. Als letztes Glied der Verbindung wurde im März 1939 der Hausbauverein durch die Geheime Staatspolizei aufgelöst; das Verbindungshaus fiel an das Reichsstudentenwerk.
Das Ehrenmitglied der Borusso-Saxonia, der frühere preußische Minister Heinrich Hirtsiefer, starb 1941 an den Folgen der aufgrund seiner religiösen und politischen Überzeugungen erlittenen KZ-Haft. Er wird von der katholischen Kirche als Märtyrer verehrt. Die drei Söhne von Heinrich Hirtsiefer waren Urmitglieder der Borusso-Saxonia.
Im Zweiten Weltkrieg fanden zwölf Borusso-Saxonen den Tod im Kriegseinsatz.
Nach der Niederlegung des Amtes als Apostolischer Nuntius durch Cesare Orsenigo im Februar 1945 wurde dessen Sekretär, das 1926 aufgenommene Urmitglied der Borusso-Saxonia Pater Eduard Gehrmann SVD (Biername bei Borusso-Saxonia: „(Pater) Noster“), geschäftsführender Apostolischer Nuntius und Geschäftsträger der Apostolischen Nuntiatur in Berlin.

### Wiederbegründung und Nachkriegszeit
Bald nach dem Krieg fanden sich viele Borusso-Saxonen im Rheinland und Ruhrgebiet sowie in Berlin wieder zusammen. Die Wurzeln des Wiedererstehens der Verbindung nach dem Zweiten Weltkrieg lagen in der Katholischen Studentengemeinde (KSG) der Technischen Universität. Verschiedene KSG-Studenten ließen sich für die Gründung einer aktiven CV-Verbindung in Berlin begeistern. Diese wurde zunächst von den Altherrenverbänden der Borusso-Saxonia und ihrer Mutterverbindung KAV Suevia getragen und führte per Beschluss vom 27. November 1948 den Namen KDStV Saxo-Suevia.
Bereits ein Dreivierteljahr später gingen beide Verbindungen wieder getrennte Wege, und am 4. August 1949 fand die Republikation der Borusso-Saxonia als aktive Verbindung in Berlin statt.
Nach dem Zweiten Weltkrieg gab es in Berlin nicht das Potential, alle sechs während der Weimarer Republik dort ansässigen CV-Verbindungen zu rekonstituieren. Neben Suevia und Borusso-Saxonia gelang dies nur der KDStV Bavaria Berlin, die KDStV Makaria Berlin gründete eine neue Aktivitas in Aachen, die AV Hansea tat dasselbe in Köln. Die 1895 an der Landwirtschaftlichen Hochschule gegründete KDStV Germania Berlin (mit den Farben blau-gelb-rot) beschloss, keine neue Aktivitas zu begründen, sondern trat geschlossen der Altherrenschaft der Borusso-Saxonia bei. Das letzte Mitglied der Germania verstarb 2010, womit die KDStV Germania endgültig erlosch.
In den 50er Jahren gab es langwierige Auseinandersetzungen zwischen Borusso-Saxonia und anderen farbentragenden Studentenverbindungen auf der einen und der Freien Universität Berlin auf der anderen Seite um die Zulassung an der FU Berlin. Borusso-Saxonia wurde erst 1955 „trotz schwerwiegender Bedenken“ (wegen des Farbentragens) an der FU Berlin zugelassen.

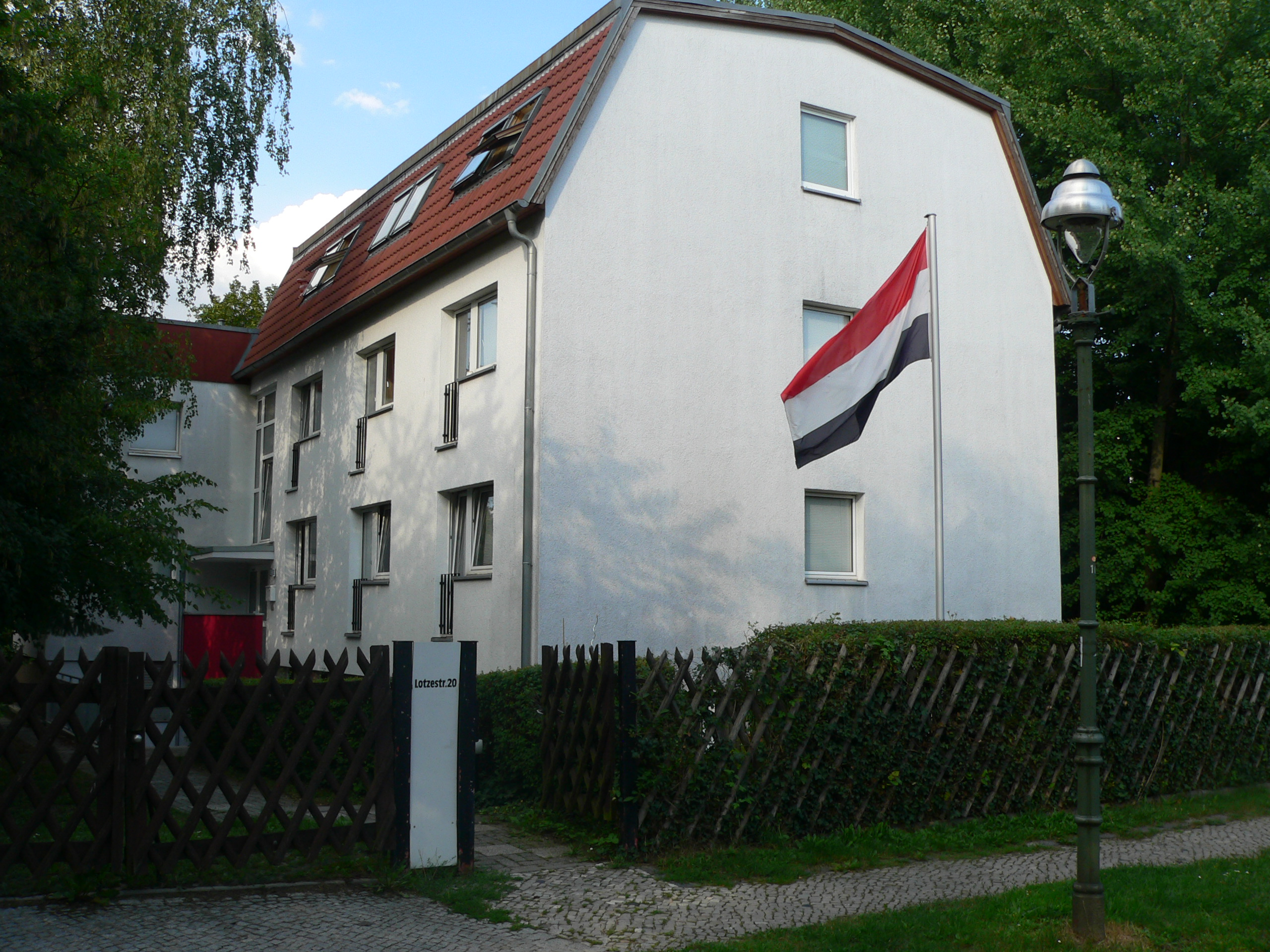
Verbindungshaus der KDStV Borusso-Saxonia Berlin.

Da das alte Verbindungshaus in der Englischen Straße durch einen Bombentreffer zerstört worden war und das Grundstück inzwischen durch die Königliche Porzellan-Manufaktur Berlin genutzt wurde, siedelte die Borusso-Saxonia in den 1950er Jahren in die Nähe der neu gegründeten Freien Universität Berlin (FU) um, wo man zunächst ein gemeinsames Haus mit Suevia in Dahlem bezog, bevor 1969 das neu gebaute eigene Verbindungshaus in der Lotzestraße im Ortsteil Lichterfelde bezogen werden konnte. Der Hausbauverein Borruso-Saxonia e. V. betreibt dort seither auch ein Studentenwohnheim.
Zuvor hatte Borusso-Saxonia 1966 unter dem Vorortspräsidenten Hans Ludwig Schmahl zum zweiten Mal den Vorsitz des Cartellverbands stellen können.

### Von der 68er Zäsur bis heute
Wenig später stand die Korporation im Zuge der Studentenbewegung der 68er durch zahlreiche Austritte und sinkende Neuaufnahmen vor existentiellen Problemen. In den frühen 1970er Jahren übernahmen oftmals Alte Herren die Ämter der Aktivitas und erhielten den Verbindungsbetrieb mit Notprogrammen mühsam aufrecht.
Erst gegen Ende der 1970er Jahre stiegen die Zahlen der Neuaufnahmen und die Verbindung konnte wieder einen regulären Aktivenbetrieb aufnehmen. Großen Anteil am Wiederaufleben der Verbindung hatte der Philistersenior Günter Schneider (1936–2008), der von 1977 bis 1998 dem Altherrenverband der Verbindung vorstand.
Unter dem Thema „Der Österreichische Ständestaat - Engelbert Dollfuß zwischen Sozialismus und Nationalsozialismus“ richtete die Verbindung vorn 7. bis 11. Juni 1984 ein zeitgeschichtliches Seminar mit fast 80 Teilnehmern aus Österreich und der Bundesrepublik Deutschland aus. Der von den Nationalsozialisten ermordete österreichische Bundeskanzler hatte in den 1920er Jahren zeitweise in Berlin studiert und trat als Mitglied der KÖHV Franco-Bavaria Wien zusätzlich der KDStV Germania Berlin bei, deren Mitglieder nach dem Zweiten Weltkrieg der Borusso-Saxonia beitraten. Referenten waren unter anderem der ehemalige österreichische Handelsminister und Vizekanzler Fritz Bock, der Politikwissenschaftler Gottfried-Karl Kindermann und der Theologe und Kirchenhistoriker Maximilian Liebmann.
Nach der Wiedervereinigung Deutschlands stellte Borusso-Saxonia 1992/93 unter dem Vorortspräsidenten Andreas Kübler zum dritten Mal den Vorort und richtete 1993 die erste Cartellversammlung in Ostdeutschland seit dem eigenen Vorort 1926 aus. Unter dem Motto „Kritisch nach innen, offen nach außen“ initiierte der Berliner Vorort eine grundsätzliche Debatte zur Frage, ob die Prinzipien des Cartellverbandes nach zeitgemäß sind. Besonders um die Frage der Öffnung für Nicht-Katholiken und weibliche Mitglieder entzündete sich dadurch eine kontroverse Debatte im Gesamtverband, die schließlich auf der Berliner Cartellversammlung mit einem deutlichen Bekenntnis zur Beibehaltung der bisherigen Regeln endete. Die Ausrichtung der Cartellversammlung in Berlin erregte auch Widerstand, vor allem in der autonomen Szene.
2023/24 stellte Borusso-Saxonia mit Thomas Wöstmann zum vierten Male den Vorortspräsidenten des Cartellverbandes.
Die Borusso-Saxonia hat – seit dem Übertritt der Austria Innsbruck, Norica Wien und Carolina Graz in den ÖCV –  die Nummer 26 in der verbandsinternen Reihenfolge der Cartellverbindungen. 

## Couleur, Wahlspruch und Wappen

### Couleur
Die Verbindung trägt die Farben rot-weiß-schwarz. Die Fuxenfarben sind rot-weiß. Kopfcouleur ist eine rote Mütze im Format kleiner Biedermeier.
Die Verbindungsfarben setzen sich aus den Farben Preußens Schwarz-Weiß und Niedersachsens (Haus Hannover) Weiß-Rot zusammen.

### Wahlspruch
Der Wahlspruch der Borusso-Saxonia ist sincere et constanter (aufrecht und beständig).

### Wappen
Das Wappen der Borusso-Saxonia besteht aus einem viergeteilten Wappenschild. Im oberen Teil finden sich links der preußische Adler und rechts das Sachsenross, wie sie sich auch im Stadtwappen Charlottenburgs finden. Der Bezug zu Niedersachsen/Hannover gründet sich auf die Herkunft der Namenspatronin Charlottenburgs, Sophie Charlotte von Hannover, der ersten Königin in Preußen.
Im unteren Teil symbolisieren links drei weiße bzw. silberne Schilde auf rotem Grund die bildenden Künste Bildhauerei, Malerei und Baukunst die Gründung der Verbindung an einer Technischen Hochschule. Unten rechts steht ein weißer Turm auf schwarzem Grund für den CV („CV-Turm“), dessen drei Zinnen die drei ursprünglichen CV-Prinzipien Religio, Scientia und Amicitia symbolisieren.

## Gesellschaftliches Engagement
Seit 1982 unterstützt die Borusso-Saxonia die Missions- und Entwicklungsarbeit der Arenberger Dominikanerinnen aus Koblenz im bolivianischen Comarapa. Durch eine alljährliche Weihnachtskollekte und weitere Sammlungen hat die „BoSa-Hilfe Comarapa“ in dieser Zeit mehr als 200.000 Euro an Spendengeldern gesammelt.
Immer wieder waren Borusso-Saxonen-Mitglieder in den Studentenparlamenten verschiedener Berliner Universitäten aktiv. Dabei engagierten sie sich unter anderem gegen das so genannte „allgemeinpolitische Mandat“ der Allgemeinen Studentenausschüsse oder die geplante Schließung des Universitätsklinikums Benjamin Franklin der Freien Universität (2002). Dennoch war das Auftreten als Verbindung vor allem an der Freien Universität weiter schwierig. So verbot die Universität im Jahr 2000 eine Informationsveranstaltung für Jura-Studenten mit dem Hinweis auf ein generelles Verbot von Veranstaltungen von Studentenverbindungen.
Auch in anderen Kontexten bezog die Verbindung öffentlich Stellung, etwa gegen die Ausstellungen „Körperwelten“ (2001) oder die allgemeine Freigabe der Ladenöffnung an Sonn- und Feiertagen.

## Bekannte Mitglieder (Auswahl)
- Vicente Albornoz (* 1969), Botschafter von Ecuador in Deutschland.
- Götz Briefs (1889–1974), römisch-katholischer Sozialtheoretiker, Sozialethiker, Sozialphilosoph und Nationalökonom.
- Günter Drost (1908–1985), deutscher Apotheker. Erster Präsident und späterer Ehrenpräsident der Berliner Apothekerkammer (1963–1975), Vizepräsident der Bundesapothekerkammer (1965–1976).[31]
- Wilhelm Fahlbusch (1877–1962), deutscher Architekt, als Oberregierungs- und Baurat Leiter der preußischen Baupolizei im preußischen Wohlfahrtsministerium Berlin, Architekt mehrerer Kirchenbauten im Stil des Expressionismus in Berlin-Brandenburg.
- Eduard Gehrmann (1888–1960), deutscher Ordenspriester der Steyler Missionare (SVD), Sekretär der Apostolischen Nuntien Eugenio Pacelli (später Papst Pius XII.) und Cesare Orsenigo. Ab Februar 1945 geschäftsführender Apostolischer Nuntius beim Deutschen Reich.
- Josef Graw (1907–1986), deutscher Physiker, Gründer der Firma Dr. Graw Messgeräte, heute GRAW Radiosondes GmbH & Co. KG, Nürnberg.
- Hermann Heukamp (1886–1966), parteiloser deutscher Politiker, Landesminister für Ernährung, Landwirtschaft und Forsten in der ersten nordrhein-westfälischen Landesregierung.
- Heinrich Hirtsiefer (1876–1941), deutscher Sozialpolitiker, Mitglied der Deutschen Zentrumspartei, stellvertretender preußischer Ministerpräsident und Opfer des NS-Regimes.
- Andreas Korbmacher (* 1960), Präsident des Bundesverwaltungsgerichts.
- Günter Korbmacher (1926–2015), ehemaliger Vorsitzender Richter des Asylsenats am Bundesverwaltungsgericht.
- Wolfgang Wilhelm Koschel (* 1938), deutscher Raumfahrtingenieur und ehem. Direktor des Instituts für Raumfahrtantriebe des Deutschen Zentrums für Luft- und Raumfahrt (DLR).
- Ulrich Neumann (1903–1977), deutscher Ingenieur, Vorstandsvorsitzender der MAN 1954–1969.
- Adolf Pirrung (1878–1965), deutscher Ingenieur und Elektrizitätswirtschaftler, ehem. Generaldirektor der Energie-Versorgung Schwaben und Ehrenbürger der Stadt Biberach an der Riß.
- Karl Schmeing, Bürgermeister der Stadt Ochtrup 1976–1983.
- Wolfgang Thüne (* 1943), deutscher Meteorologe.
- Hermann-Joseph Wurm (1862–1941), deutscher römisch-katholischer Geistlicher und Journalist.